# آلبرتو پرز-گومز
آلبرتو پرز-گومز (به لاتین: Alberto Pérez-Gómez) متولد ۲۴ دسامبر ۱۹۴۹ در مکزیک، تاریخ‌نگار و نظریه‌پرداز معماری است. او یکی از مبلغان رویکرد پدیدارشناسی در معماری است. گومز در حال حاضر مدیر بخش تاریخ و نظریه معماری دانشگاه مک گیل است.

## ترجمه نوشته‌ها به فارسی
- جستار فضای معماری، معنای حضور و بازنمایی در کتاب پرسش‌های ادراک؛ پدیدارشناسی معماری، ترجمه مرتضی نیک‌فطرت و احسان بیطرف. ۱۳۹۵.